# Berolle
Berolle är en ort och kommun i distriktet Morges i kantonen Vaud, Schweiz. Kommunen har 304 invånare (2023).